# Пам'ятник Тарасу Шевченку (Сіверськодонецьк)
Па́м'ятник Тара́су Шевче́нку — пам'ятник-погруддя українському письменнику та поетові Тарасу Шевченку у місті Сіверськодонецьк Луганської області.
Розташований у сквері біля Сіверськодонецького міського театру драми.
Пам'ятник Шевченкові для Сіверськодонецька було виготовлено на Митищинському заводі художнього лиття й встановлено в 1956 році (95-ті роковини від смерті поета) біля новозбудовного Клубу хіміків (тепер міський драмтеатр).

## Опис пам'ятника
Бронзовий бюст Шевченка встановлений на високому чотиригранному гранітному постаменті з написом: «Т. Г. Шевченко 1814—1861».